# Ray Robson
Ray Robson (Guam, 25 de outubro de 1994) é um enxadrista estadunidense, detendo o título de Grande Mestre Internacional de Xadrez pela FIDE. Robson obteve os requerimentos necessários para o título de Grande Mestre em 2009 aos 14 anos, 11 meses e 16 dias.